# École militaire Nunziatella
 (juin 2015).
Si vous disposez d'ouvrages ou d'articles de référence ou si vous connaissez des sites web de qualité traitant du thème abordé ici, merci de compléter l'article en donnant les références utiles à sa vérifiabilité et en les liant à la section « Notes et références ».
L’École militaire « Nunziatella » de Naples, fondée le 18 novembre 1787 comme Reale Accademia Militare (École militaire royale), est l'une des plus anciennes institutions de formation militaire en Italie et dans le monde. Elle doit son nom (qui signifie Petite Annonciation), à l'église adjacente placée sous le vocable de la Vierge de l'Annonciation (Santissima Annunziata) ou populairement Nunziatella. L'église et l'école militaire constituent un complexe architectonique  de la ville de Naples parmi les plus représentatifs du baroque napolitain.
Situé à Pizzofalcone, au 16 de la  via général Parisi, elle est depuis ses origines un lieu de formation militaire et civile des plus renommés qui a eu, parmi ses professeurs et étudiants connus, Francesco De Sanctis, Mariano d'Ayala, Carlo Pisacane, Guglielmo Pepe, Enrico Cosenz, un vice-roi de l'Éthiopie (Amedeo di Savoia-Aosta) et même un roi d'Italie, Victor-Emmanuel III.
Parmi ses nombreux anciens élèves figurent des membres des forces armées, comme le chef du Comité militaire de l'Union européenne, les deux chefs de l'état-major général, cinq de l'Armée de Terre, deux de la Marine, un de l'Armée de l'Air, deux commandants générale de la Guardia di Finanza (ainsi que trois adjoints), un commandant général des carabiniers (plus onze adjoints) et deux directeurs généraux des services d'information. Quant aux anciens élèves civils, on compte quatre présidents du conseil, 18 ministres, 14 sénateurs et 12 députés du royaume des Deux-Siciles, le royaume d'Italie, la République italienne et l'Albanie, un président de la Cour constitutionnelle ainsi que des représentants de la vie culturelle, politique et professionnelle italienne et internationale, y compris un Académicien d'Italie, un gagnant du prix Sonning, attribué aux intellectuels européens et un primé de l'Academy Award.
Le drapeau de l'école est orné  d'une croix d'or du mérite de l' Arme des Carabiniers et une médaille de bronze à la valeur de l'Armée. Ses anciens élèves sont distingués par 38 médailles d'or, 147 médailles d'argent et 220 médailles de bronze de la vaillance militaire, une médaille d'or pour la bravoure civile et de nombreux autres prix. Un total de 30 d'entre eux sont décorés de l'Ordre militaire d'Italie et 65 de l'Ordre du Mérite de la République italienne.
Pour son rôle lors des trois derniers siècles dans le domaine de l'enseignement supérieur, dans les domaines académique, social et économique pour l'Italie et pour tous les pays de la Méditerranée, le 22 février 2012 l'école est déclarée  « Patrimoine culturel des pays de la Méditerranée » par l'Assemblée parlementaire de la Méditerranée. L'école est également détentrice du Prix Cypraea pour la science (1994) et la première institution de la  Méditerranée distinguée par la Fondazione Mediterraneo (2012).  Un sommet du massif du Karakorum porte le non La Nunziatella.

## Histoire
Les origines de l'École militaire Nunziatella remontent à la réorganisation des forces armées du royaume de Naples, préconisée par Bernardo Tanucci et mise en œuvre par Charles de Bourbon. Sous sa direction, il a fallu créer des institutions spécialisées pour la formation des officiers de différentes armes: cette initiative devait libérer le royaume des Deux-Siciles de l'assujettissement au royaume d'Espagne, régi par Philippe V, père de Charles, et de limiter les ambitions de la reine-mère Élisabeth.
L'impulsion réformatrice de Charles de Bourbon a d'abord conduit à la fondation de la Real Academia de los Guardias Estendartes de las Galeras (5 décembre 1735), chargée de la formation des officiers de la marine : cette institution, qui est l'ancêtre de l'ancienne Académie de la Marine d'Italie, a d'abord été installée dans un bâtiment de la marine de Naples, mais ensuite déplacé, après seulement deux mois, au palais Trotti, placé dans le voisinage immédiat du palais royal de Naples, auprès de l'église des Dominicains du Saint-Esprit dans la place aujourd'hui occupée par le palais de la Préfecture.